# Artoria alta
Artoria alta là một loài nhện trong họ Lycosidae.
Loài này thuộc chi Artoria. Artoria alta được Volker W. Framenau miêu tả năm 2004.